# Paredes (Angola)
Paredes és una comuna d'Angola que forma part del municipi de Dembos dins la província de Bengo.